# List auf Sylt
List auf Sylt (có tên List cho tới cuối năm 2008) là một điểm dân cư ở Đức, tọa lạc trên đảo Sylt trong biển Bắc gần Đan Mạch, thuộc huyện Nordfriesland, bang Schleswig-Holstein.